# Vedete, sono uno di voi
Vedete, sono uno di voi è un film del 2017 diretto da Ermanno Olmi.
Pellicola biografica sulla vita del cardinale Carlo Maria Martini, ultima regia di Ermanno Olmi che si è avvalso della collaborazione di Giacomo Gatti. La sceneggiatura è stata firmata dal regista stesso e da Marco Garzonio mentre la produzione è stata ad opera di Istituto Luce Cinecittà e Rai Cinema.
Attraverso la figura del cardinale Carlo Maria Martini (1927-2012), vedete, sono uno di voi è una panoramica sulla storia italiana del Novecento. Un contenitore/compendio dell’opera di Ermanno Olmi. Un ultimo tassello personalissimo sul senso della fede.

## Trama
Carlo Maria Martini, cardinale e arcivescovo cattolico italiano, è stato per molti decenni fra le più importanti e progressiste figure della Chiesa cattolica, deceduto nel 2012.

## Produzione
Il film alterna immagini originali a quelle rarissime degli archivi fotografici e audiovisivi della famiglia Martini, dell'Istituto Luce, di Rai Com, del Centro Televisivo Vaticano, di Edizioni San Paolo e dell'Archivio storico Museo Diocesano di Milano. In diversi momenti appaiono anche contributi tratti da film e documentari di Ermanno Olmi tra cui: E venne un uomo, La circostanza, Camminacammina, Milano 83, Genesi: La creazione e il diluvio, Terra Madre, Rupi del vino, Il pianeta che ci ospita.
Il film è stato presentato in anteprima mondiale in una proiezione evento dentro il Duomo di Milano in cui, per l'occasione, è stato collocato uno schermo gigante davanti all'altare maggiore. La proiezione è avvenuta la sera del 10 febbraio 2017, in corrispondenza del 37º anniversario del solenne ingresso in diocesi di Carlo Maria Martini da arcivescovo di Milano.
Marco Garzonio, giornalista e biografo è considerato il massimo esperto di Carlo Maria Martini.